# Guiglielmo Thaone
Pour les articles homonymes, voir Thaon (homonymie).
Guiglielmo Thaone (? - ?) est un peintre du comté de Nice, actif entre 1711 et 1753.

## Biographie
Guiglielmo Thaone ne doit pas être confondu avec le négociant Guillaume Thaon qui fut mêlé à un épisode héroïque contre les troupes gallispanes en 1744.

## Peintures (partiel)
On trouve des œuvres de Guiglielmo  Thaone dans divers églises de l'arrière-pays niçois, telles :
- Saint-Dalmas-le-Selvage
- église Sainte-Marie-Madeleine de Contes
- église Saint-Michel de Saint-Sauveur-sur-Tinée
- église de Malaussène, La délivrance de Saint-Pierre, 1714
- Chapelle des Pénitents blancs d'Utelle, La Passion du Christ, 1717